# 5 Chersoński Pułk Konny
5 Chersoński pułk konny – oddział kawalerii Armii Ukraińskiej Republiki Ludowej.

## Formowanie i zmiany organizacyjne
W wyniku rozmów atamana Symona Petlury z naczelnikiem państwa i zarazem naczelnym wodzem wojsk polskich Józefem Piłsudskim prowadzonych w grudniu 1919, ten ostatni wyraził zgodę na tworzenie ukraińskich jednostek wojskowych w Polsce.
W październiku Armia URL przeprowadziła mobilizację. W jej wyniku liczebność jej oddziałów znacznie wzrosła. W związku z podpisaniem przez Polskę układu o zawieszeniu broni na froncie przeciwbolszewickim, od 18 października  wojska ukraińskie zmuszone były prowadzić działania zbrojne samodzielnie.
Rozkazem nr 79 z 20 października 1920 nakazano sformować oddział kawalerii dla 5 Chersońskiej Dywizji Strzelców, a rozkazem Dowództwa Armii Czynnej nr 183 oficjalnie zatwierdzono nazwę jednostki – 5 pułk konny Chersońskiej Dywizji. Pomimo formalnego sformowania pułku, panował w nim powszechny chaos. Po przejściu przez Zbrucz prawie cały stan osobowy i niemal wszystkie konie pułku zaginęły. W takich warunkach, rozkazem nr 102 z 9 grudnia 1920 pułk został rozwiązany, a żołnierze przeniesieni do 15 Brygady Strzelców.
Przeciwko dowódcy pułku sot. Antinowi Achtaniowi wszczęto postępowanie sądowe. Jednak we wsi Borki Wielkie dowódca jednostki wraz z szeregowymi pułkowej szkoły podoficerskiej opuścił szeregi 5 Chersońskiej Dywizji Strzelców i samowolnie przyłączył się do eszelonu Samodzielnej Dywizji Kawalerii jadącego do Wadowic. Pod koniec września 1921 w obozie dla internowanych w Łańcucie odtworzono kadrowy 5 pułk konny z dowódcą sot. Mykołą Peretiatką.
W związku z demobilizacją Armii URL i likwidacją obozów internowania żołnierzy ukraińskich w Polsce, pułk w 1924 został rozformowany.

## Żołnierze oddziału
| Dowódcy jednostki        |                        |       |
| Stopień, imię i nazwisko | Okres pełnienia służby | Uwagi |
| sot. Antin Achtanio      | 20 X – 8 XII           |       |
| ppor. Obliazewycz        | 8 – 9 XII              |       |